# Wieke Hoogzaad
Ludowieka ("Wieke") Victoria Hoogzaad (Dordrecht, 29 de dezembro de 1978) é uma triatleta profissional neerlandesa. 

## Carreira

### Sydney 2000
Wieke Hoogzaad disputou os Jogos de Sydney 2000, terminando em 25º lugar com o tempo de 2:06:45.48. 

### Atenas 2004
Em Atenas 2004, terminou também em 25º lugar com o tempo de 2-09:47.21.